# Lucas Prado
Lucas Prado (Rondonópolis-Mato Grosso, 27 de maio de 1985) é um velocista paralímpico brasileiro, especialista nas provas dos 100 metros, 200 metros e 400 metros rasos.
Lucas Prado perdeu 90% da visão em 2003, era funcionário do Banco do Brasil o deslocamento da retin ocorreu durante o expediente, decorrente de uma a doença chamada de coreoretinite. 
Em 2005, se mudou para Cuiabá, onde ingressou no esporte em modalidades coletivas, como o futebol, porém, sem se adaptar. Em 2006, perdeu totalmente a visão. A partir daí, Lucas conheceu e passou a se dedicar ao atletismo, quando acabou sendo convocado para a seleção paraolímpica. O velocista fez parte da equipe do revezamento 4x100m, ganhadora da medalha de prata no Campeonato Mundial que ocorreu na Holanda. O resultado foi um grande incentivo para continuar lutando para melhorar suas marcas, agora já adaptado a classe T11, para atletas totalmente cegos.
Em 2007, Lucas se mudou para Joinville, onde já moravam seu técnico e seu guia, para se dedicar exclusivamente aos treinos. O trabalho e a persistência renderam ao atleta dois recordes mundiais, conquistados em São Paulo no mesmo ano. Um mês depois ele disputou o Parapan do Rio de Janeiro, onde ganhou três medalhas de ouro. Com o sucesso na competição, Lucas foi eleito pelo Comitê Paraolímpico Internacional (IPC) o atleta destaque do mês, sendo o primeiro sul-americano a ganhar esse título.
Os recordes e as medalhas conquistados no ano de 2007 foram uma grande vitória para o atleta, mas ele queria mais. Com ajuda dos patrocínios conquistados e muito treino, Lucas conseguiu diminuir ainda mais suas marcar nas Paraolimpíadas de Pequim. Ele conquistou três medalhas de ouro e quebrou dois recordes mundiais, nas provas de 100m e 200m.
Em 2012, o atleta faturou duas medalhas de pratas nas Paraolimpíadas de Londres, mesmo vindo de uma séria lesão após fraturar o pé. Lucas cruzou a linha de chegada dos 400m, ao lado de Laércio Martins, com o tempo de 51s44. Nos 100m T11, a segunda colocação foi acompanhada do guia Justino Barbosa. 
Em 2013 Lucas Prado faturou o bicampeonato Mundial, ao ganhar medalha de ouro nos 100m e 200m, em Lyon, na França. Já no Parapan de Toronto, em 2015, o atleta faturou mais um ouro no revezamento 4x100 e uma medalha de prata nos 100m. 